# Bão Mocha (2023)
Bão Mocha hay Xoáy thuận nhiệt đới mạnh Mocha (/ˈmɒkə/; tiếng Bengal: মোচা; tiếng Odia: ମୋଚା; có nghĩa là 'trọng lượng hạt bướm') là một cơn xoáy thuận nhiệt đới mạnh nằm ở vùng Bắc Ấn Độ Dương đang đi vào vùng đất liền trên lãnh thổ Myanmar. Đây là cơn áp thấp nhiệt đới thứ hai và là cơn xoáy thuận đầu tiên của mùa bão Bắc Ấn Độ Dương 2023, Mocha được hình thành từ một vùng áp thấp đã được Cơ quan Khí tượng Ấn Độ (IMD) ghi nhận lần đầu vào ngày 8 tháng 5. Sau khi được hợp nhất thành một áp thấp nhiệt đới, cơn bão đã di chuyển chậm theo hướng bắc tây bắc (NNW) qua Vịnh Bengal và sau đó đã đạt đến cường độ bão xoáy cực kì mạnh. Sau khi trải qua một chu trình thay thế thành mắt bão, cơn bão đã nhanh chóng mạnh lên, đạt đến mức cực đại ở cường độ tương đương với một Cơn bão cấp 5 vào ngày 14 tháng 5 với sức gió duy trì trong 1 phút lên đến 280 km/h (170 mph). Ngay trước khi đổ bộ, cơn Bão xoáy Cực đoan Mocha đã suy yếu thành một cơn bão cấp 4 với sức gió giảm xuống chỉ còn 241 km/h (150 mph).